# Sindromul Kleine-Levin
Sindromul Kleine – Levin ( KLS ) este o tulburare a somnului rară, caracterizată prin hipersomnie episodică persistentă și modificări cognitive sau de dispoziție.  
Mulți pacienți prezintă, de asemenea, hiperfagie, hipersexualitate și alte simptome. În general, pacienții prezintă episoade recurente ale afecțiunii timp de mai bine de un deceniu și care pot reveni la o vârstă ulterioară. Episoadele individuale durează, în general, mai mult de o săptămână, uneori durează luni întregi.  
Afecțiunea afectează foarte mult viața personală, profesională și socială a persoanelor care suferă de acest sindrom. Severitatea simptomelor și evoluția sindromului variază. Pacienții au în mod obișnuit aproximativ 20 de episoade timp de aproximativ un deceniu. În general, există câteva luni între episoade.                                                                                                                                                   Debutul afecțiunii urmează de obicei unei infecții virale; s-au observat mai multe virusuri diferite care declanșează KLS. În general, este diagnosticat numai după ce afecțiuni similare au fost excluse; RMN, scanări CT, puncție lombară și teste de toxicologie sunt utilizate pentru a exclude alte posibilități. Mecanismul sindromului nu este cunoscut, dar se crede că talamusul poate juca un rol. SPECT a arătat hipoperfuzie talamică a pacienților în timpul episoadelor. 
KLS este foarte rar, apare la o rată de 1 la un milion, ceea ce limitează cercetarea la factorii genetici. Afecțiunea este frecventă în primul rând la băieții adolescenți, deși fetele pot fi și ele afectate, iar vârsta de debut variază. Nu se cunoaște un tratament și există puține dovezi care susțin tratamentul medicamentos. S-a raportat că litiul a avut efecte limitate în rapoartele de caz, scăzând lungimea episoadelor și durata dintre acestea la unii pacienți .                                           S-a arătat că stimulentele favorizează veghea în timpul episoadelor, dar nu contracarează simptomele cognitive și nici nu scad durata episoadelor. Afecțiunea poartă numele Willi Kleine și Max Levin , care au descris astfel de cazuri la începutul secolului XX. Acesta a fost adăugat la <i>Clasificarea internațională a tulburărilor de somn</i> în 1990. 

## Hipersomnie
Pacienții cu sindromul Kleine – Levin (KLS) prezintă episoade recurente de somn prelungit (hipersomnie). În majoritatea cazurilor, pacienții dorm între 15 și 21 de ore pe zi în timpul episoadelor. Pofta de mâncare excesivă (hiperfagie) și poftele neobișnuite sunt prezente în jumătate până la două treimi din cazuri  

## Simptome
Aproximativ jumătate dintre pacienți, în special pacienții de sex masculin, au o dorință sexuală crescută dramatic (hipersexualitate).   Alte câteva simptome însoțesc, de obicei, sindromul, inclusiv modificări marcate ale stării de spirit și ale capacității cognitive.  Derealizarea (evadarea din realitate) și apatia severă sunt prezente în cel puțin 80 la sută din cazuri.  Aproximativ o treime dintre pacienți prezintă halucinații sau iluzii.  Depresia și anxietatea apar mai puțin frecvent; un studiu le-a găsit la aproximativ 25 la sută dintre pacienți.  De obicei, persoanele fizice nu își pot aminti ce s-a întâmplat în timpul episoadelor.  Sunt raportate frecvent comportamente repetitive și dureri de cap.  Unii pacienți acționează foarte infantil în timpul episoadelor,  și abilitățile de comunicare și coordonarea suferă uneori au de suferit. 

## KLS și REM
Studiile de somn ale KLS arată rezultate diferite în funcție de perioada de timp în care este observat pacientul. Somnul cu undă lentă este adesea redus la începutul episoadelor, iar somnul REM este redus aproape de sfârșit.  În schimb, somnul REM este adesea normal la început, iar somnul cu unde lente este adesea normal prin concluzie.  Etapa a doua a mișcării non-rapide a mișcării ochilor este adesea întreruptă în timpul KLS. Studiile arată, de asemenea, că stadiul unu și trei, somnul cu mișcarea lentă a ochilor devine mai eficient la sfârșitul episoadelor.  Testul de latență cu somn multiplu a dat rezultate incoerente atunci când a fost administrat pacienților cu KLS.  În multe cazuri, pacientul petrece ore întregi într-o stare retrasă, asemănătoare somnului, dar este treaz în timpul episoadelor.  Majoritatea studiilor asupra somnului au fost efectuate în timp ce subiectul este aproape de sfârșitul episoadelor.  Unii pacienți experimentează o scurtă insomnie și devin foarte fericiți și vorbăreți după ce episodul se încheie. 

## Debut
Prima dată când un pacient prezintă KLS, apare de obicei împreună cu simptome care sunt similare cu cele ale gripei sau encefalitei. În cel puțin 75 la sută din cazuri, simptomele apar după o infecție a căilor respiratorii sau febră. Printre virușii observați înainte de dezvoltarea afecțiunii se numără virusul Epstein-Barr, virusul <i>varicella zoster</i>, virusul herpes zoster, subtipurile de virus <i>Influenza A</i> și adenovirus. La câteva zile după apariția simptomelor, pacienții devin foarte obosiți.  În cazurile care apar după o infecție, KLS începe de obicei în termen de trei până la cinci zile pentru adolescenți, și mai devreme la copii.  În alte cazuri, consumul de alcool, vătămările la cap sau călătoriile internaționale preced simptomele.   De asemenea, au fost propuse obiceiuri de stil de viață, cum ar fi stresul, abuzul de alcool și lipsa somnului și stresul.  Primele episoade de KLS sunt precedate de un eveniment clar în aproximativ 90 la sută din cazuri.  În general, recurențele nu au declanșatoare clare; doar aproximativ 15 la sută au un eveniment precipitat. 

## Efectele sindromului
Afecțiunea perturbă în general viața socială și obligațiile academice sau profesionale ale persoanelor care suferă.   Unii pacienți iau, de asemenea, în greutate în timpul episoadelor.  Cazurile cele mai severe determină un impact pe termen lung asupra stării de spirit și a atenției cognitive.  În cazuri rare, pacienții prezintă probleme de memorie pe termen lung. 

### Morfologie cerebrală normală
La pacienții cu KLS, scanările RMN și CT arată morfologie cerebrală normală. Când SPECT este efectuat, poate fi adesea observată hipoperfuzie în creier,  în special în zonele talamice și frontotemporale.  Hipoperfuzia este semnificativ diminuată între episoade.  Biologia serică, proteinele c-reactive și leptine, axa hipofizară hormonală și proteina din lichidul spinal cerebral (LCR) sunt normale la pacienții cu KLS. 

## Cauze
Nu se știe care sunt cauzele KLS, dar au fost propuse mai multe mecanisme.                                     O posibilă explicație este disfuncția hipotalamică sau circadiană.  Talamul joacă probabil un rol în somnul fără control  iar pacienții cu disfuncție hipotalamică diencefalică cauzată de tumori prezintă simptome similare cu cele ale pacienților KLS.                                                                               În mod specific, regiunile temporale medii ale talamului pot fi implicate,  deși examinările la pacienții cu KLS nu au constatat în mod constant anomalii în această zonă.                                       Lobul temporal pare, de asemenea, să joace un rol în afecțiune, cauzând dificultăți cognitive. Apatia și dezinhibiția găsită la unii suferinzi de KLS sugerează că afecțiunea poate include și disfuncția lobului frontal . Implicarea talamului, a lobului temporal și a lobului frontal al creierului sugerează că există o encefalopatie multifocală localizată. Există, de asemenea, anomalii subclinice persistente la bolnavii de KLS. 
O altă posibilă explicație se referă la metabolismul serotoninei și dopaminei. Un dezechilibru al căilor neurotransmițătoare al acestor substanțe chimice ar putea juca un rol.                                 Infecțiile virale au fost, de asemenea, sugerate ca o posibilă cauză. Dovada pentru rolul lor include leziunile găsite în autopsii.  Probele de LCR de la pacienții KLS indică faptul că afecțiunea are o cauză diferită de encefalopatia asociată gripei.  Declanșările KLS pot afecta, de asemenea, bariera sânge-creier, care ar putea juca un rol în afecțiune.  Există dovezi limitate despre rolul pe care îl poate juca hipocretina, deși influențează adesea hipersomnia. 
Androgenii ar putea (indirect) să blocheze receptorii melatoninei, poate prin intermediul vasodilatației și să provoace anomalii colinergice în unele cazuri ale sindromului Kleine-Levin.  
Deoarece KLS apare într-un ritm mult mai mare la evrei și în unele familii, este probabil să existe și o componentă genetică pe lângă factorii de mediu. 
Epilepsia și depresia nu par a provoca KLS. Debutul rapid al afecțiunii după infecții indică faptul că nu sistemul imunitar este de vină.  
Un studiu a sugerat o legătură cu gena LMOD3 pe cromozomul 3. 